# Régie nationale des tabacs et des allumettes

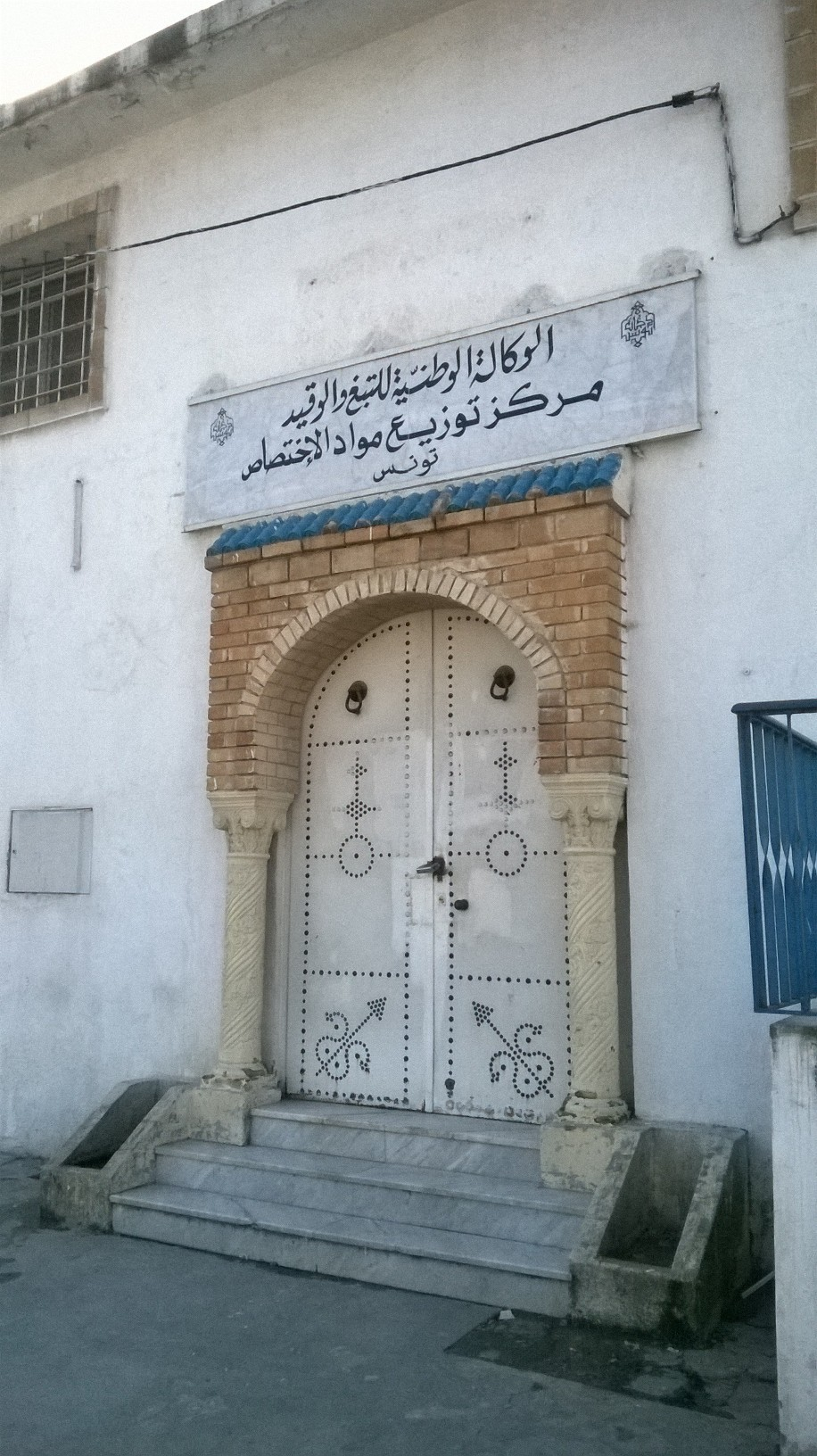
Façade de la Régie nationale des tabacs et des allumettes à Tunis.

La Régie nationale des tabacs et des allumettes (RNTA) est une entreprise publique tunisienne possédant le monopole pour la fabrication et la commercialisation du tabac et des allumettes en Tunisie mais aussi pour les cartes à jouer et pour la poudre de chasse.
Créée en 1891 sous le protectorat français, elle devient régie nationale en 1964. Elle fusionne ensuite avec la Manufacture des tabacs de Kairouan (MTK) créée en 1981.
Elle représente l'une des plus grandes entreprises tunisiennes et emploie plusieurs milliers de salariés, notamment dans les deux usines de Tunis et celle de Kairouan, ainsi que dans les sièges sociaux des deux entités.
Elle est associée au secteur de la tabaculture tunisienne, achetant la récolte de plusieurs milliers de tabaculteurs des régions du nord du pays (notamment des gouvernorats de Jendouba, Béja, Bizerte et Nabeul). Elle produit trois types de tabacs : le tabac brun, le tabac clair et le tabac à priser.
Elle fabrique par ailleurs des centaines de millions de paquets de cigarettes et approvisionne plus de 10 000 débitants sur le territoire national.